# Vatan Caddesi
Vatan Caddesi, ufficialmente nota come Adnan Menderes Bulvarı, è una strada del distretto di Fatih a Istanbul, in Turchia. Essa si estende da Piazza Aksaray, presso la Moschea di Pertevniyal Valide Sultan, alle mura della città presso la Porta del Cannone (Topkapı). La strada segue un percorso lineare in direzione nord-ovest-sud-est lungo la valle dell'antico torrente Bayrampaşa, adesso canalizzato sotto la strada. Il nome attuale della strada conosciuta come Vatan Caddesi è Adnan Menderes Bulvarı. Il Boulevard Adnan Menderes, lungo circa 2,5 km, è stato aperto e posto in esercizio nel 1956-1957 con il nome di Vatan Caddesi, a seguito di una serie di lavori di demolizione e ricostruzione intrapresi a Istanbul dal primo ministro dell'epoca Adnan Menderes. Ogni anno, in occasione delle festività ufficiali e della Liberazione di Istanbul viene organizzata una parata sul viale con la partecipazione del governatore, del sindaco e di altri funzionari. Sul lato ovest della strada si trova il Mausoleo di Adnan Menderes. Tra il pubblico e la stampa essa è nota anche come "Via dello Stato e del protocollo".

## Descrizione

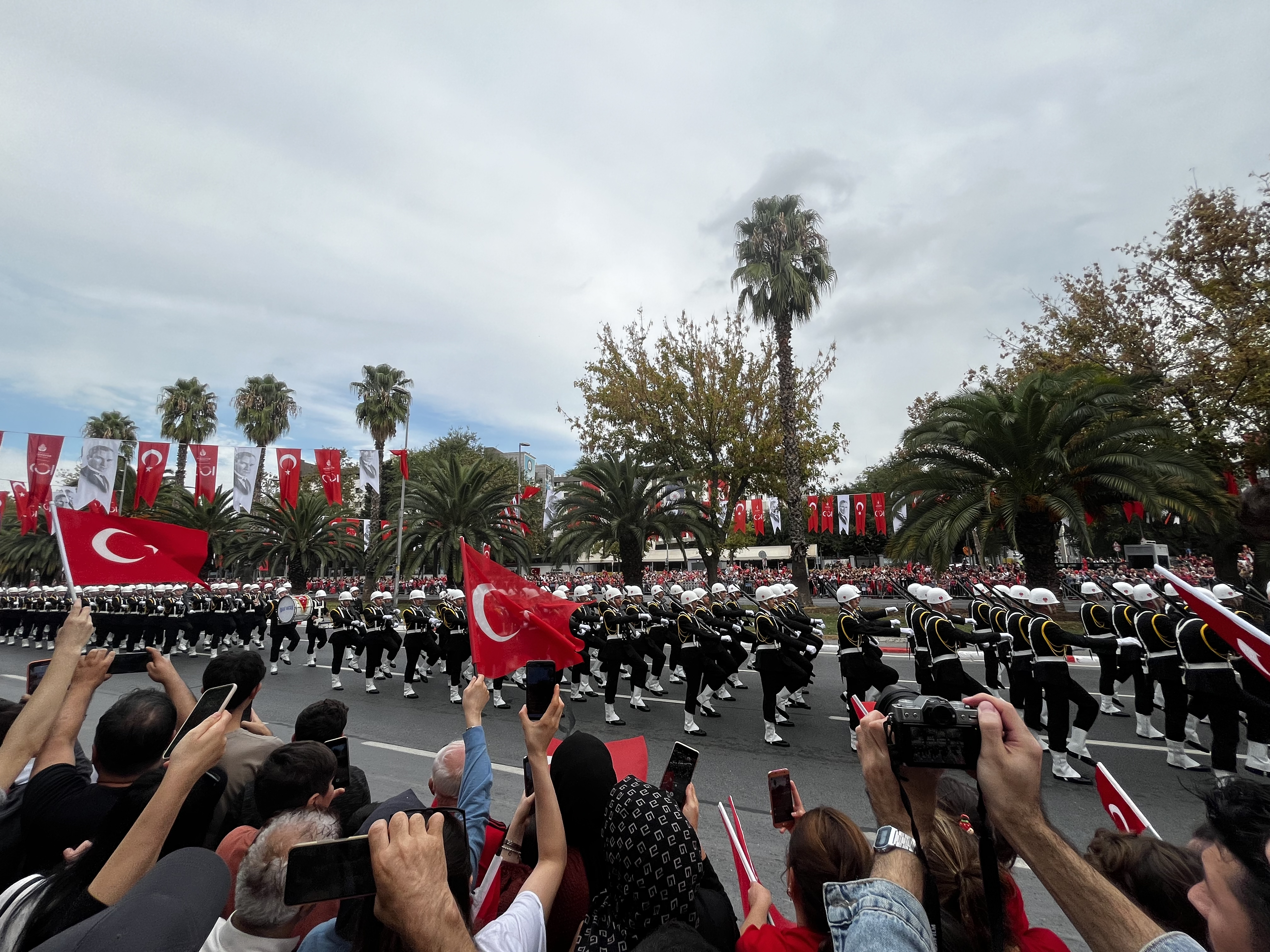
Parata su Vatan Caddesi per il centenario della Repubblica di Turchia

Vatan Caddesi è un viale con un totale di 8 corsie, quattro in uscita dalla città e quattro in entrata. La larghezza del viale è di 12 corsie con le corsie laterali costruite a lato della strada. Questa strada, costruita durante il governo di Adnan Menderes, fu progettata diritta e larga per consentire l'atterraggio e il decollo di aerei da combattimento in caso di guerra o situazioni straordinarie simili.
Sul Boulevard Adnan Menderes si affacciano importanti edifici della città, come il Comando della Polizia di Istanbul, il Comune di Fatih, il Governatorato del Distretto di Fatih, la sede del dipartimento delle Finanze di Istanbul, l'Ospedale della Facoltà di Medicina dell'Università Bezmiâlem Vakıf, il Governatorato di Istanbul, l'Università di Bezmiâlem Vakıf, il Centro Culturale di Fatih, il Complesso Sportivo di Fatih, il Mausoleo di Adnan Menderes e il Mausoleo di Turgut Özal, l'Hotel Akgün, il Centro Commerciale Asitane Historia.

## Trasporti
Oltre a numerose linee di autobus e di minibus, la linea della metropolitana M1ᴀ (Yenikapı - Aeroporto Atatürk) e M1ʙ (Yenikapı - Kirazlı) passa sotto la strada.